# Joseph Van Dam
Joseph Van Dam (Willebroek, 2 de novembre de 1901 - Willebroek, 31 de maig de 1986) va ser un ciclista belga que va córrer entre 1924 i 1928. En el seu palmarès destaquen tres etapes al Tour de França de 1926.

## Palmarès
- 1924
  -  Campió de ciclocròs de Bèlgica
- 1926
  - 1r de la Brussel·les-Lieja
  - Vencedor de 3 etapes al Tour de França

### Resultats al Tour de França
- 1926. 12è de la classificació general. Vencedor de 3 etapes